# Волощук, Роальд Николаевич
Роальд Николаевич Волощук — советский хозяйственный и политический деятель.

## Биография
Родился в 1947 году в селе Соломка. Член КПСС.
Окончил Московскую сельскохозяйственную академию имени К. А. Тимирязева
В 1971—1976 гг. — главный агроном в колхозе «Красный доброволец» Смоленского района.
В 1976—2005 гг. — директор совхоза «Катынский» Смоленского района Смоленской области.
Избирался народным депутатом России (1990—1993). Делегат XXVII съезда КПСС.
Умер в 2006 году в Смоленске.

## Награды
- Орден Октябрьской Революции (29.08.1986)
- Орден Трудового Красного Знамени (16.12.1980)
- Медаль «За трудовую доблесть» (11.12.1973)